# Equus africanus somaliensis
Equus africanus somaliensis (Сомалійський дикий віслюк) — підвид Equus africanus (африканського дикого віслюка).
Зустрічається в Сомалі, Дебубаві-Кей-Бахрі Еритреї та Афарському регіоні Ефіопії. Ноги сомалійського дикого віслюка мають чорні горизонтальні смуги, нагадують її родича, зебру.

## Ареал
У дикій природі, кількість тварин оцінюють 700 — 1000, Міжнародний союз охорони природи назвав його "критично зникаючим". Це означає, що віслюки мають надзвичайно високий ризик вимирання у дикій природі.
Кілька сотень особин мешкають у Сомалі, Еритреї та Ефіопії..

## Репродукція
Сомалійські дикі віслюки, як правило, народжують навесні, після цілорічної гестації. Протягом декількох годин лоша вже стоїть на ногах і не відстає від матері. Близько п’ятиденного віку лоша вже їсть траву. До часу свого двотижневого віку лоша регулярно випасається, проте все ще залежить від молока матері. Лоша відлучається від 12 до 14 місяців, але все ще залишається поруч з матір'ю, залишаючи лише грати чи годуватися з іншими лошами у табуні.